# Plem Plem Productions
Plem Plem Productions ist ein 2008 von Christopher Kloiber (* 1986) gegründeter deutscher Comicverlag.

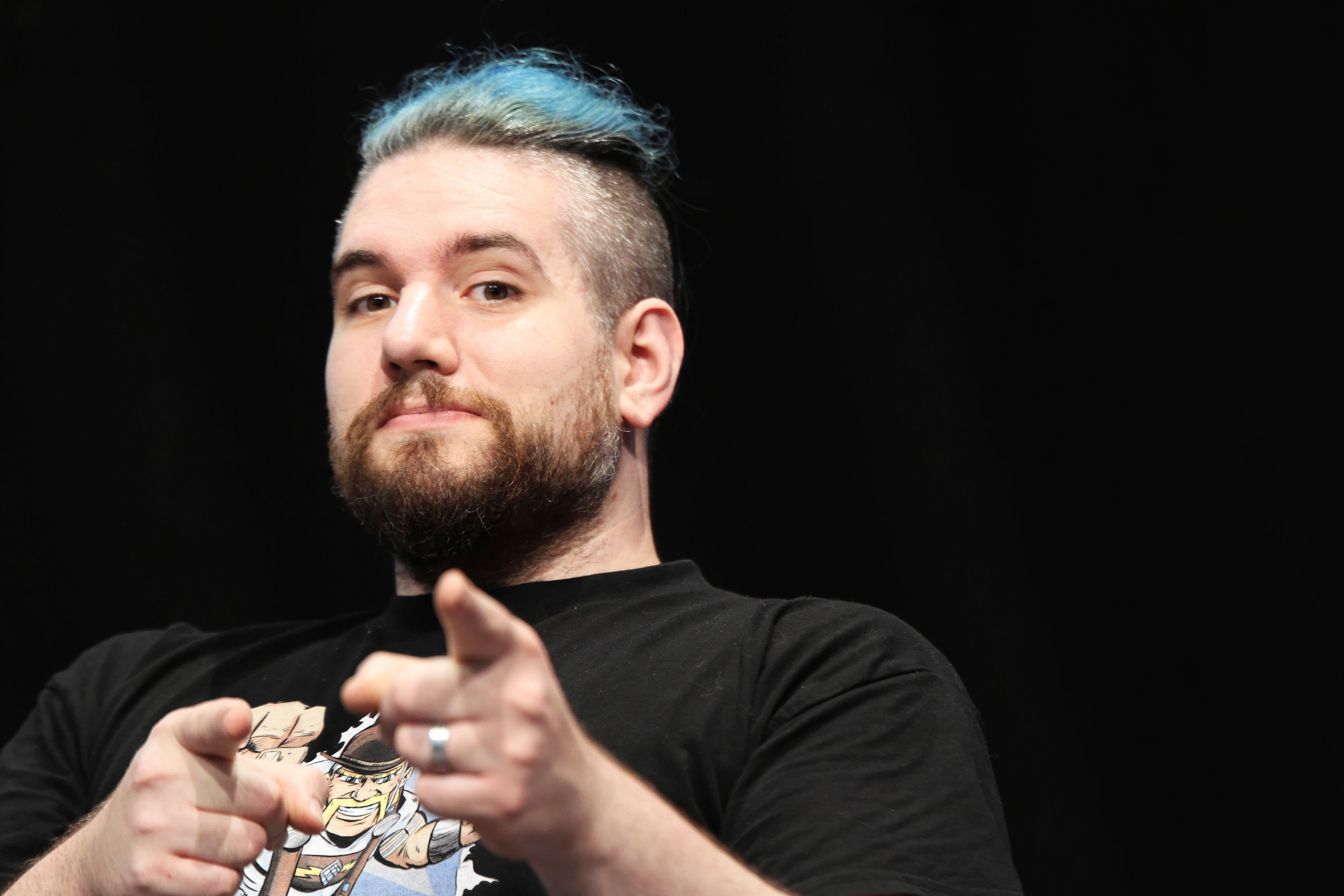
Christopher Kloiber auf der Comic Con Germany Stuttgart 2019

## Plem Plem Productions
Plem Plem Productions begann zunächst als „1-Mann-Küchentisch-Verlag“. Christopher Kloiber, ein lebenslanger Comic-Fan, begann mit eigenen Ideen für eine Comicserie, konnte sie aber bei keinem der zur damaligen Zeit etablierten Comic-Verlage unterbringen. Kloiber beschloss darauf, seine Ideen in Eigenregie herauszugeben und gründete im heimischen Wörth Plem Plem Productions. Daraus entstand 2008 das erste veröffentlichte Comic-Heft Whoa! Comics #1. Diese Erstausgabe wies stilistisch noch eine deutliche Nähe zum Underground Comix auf, mit Whoa! Comics #2 veränderte sich der Look der Comics und wechselte in die Funny-Sparte.
Bereits 2009 folgte mit Bok-Man und das Asi-Tier, gezeichnet von Dennis „Bouncie D.“ Lehmann, die zweite Serie. Weitere Comics wie Sanchez Adventures und Teenage Superfreaks folgten. 2009 stellte Plem Plem Productions auf dem Comic Festival München das erste Mal aus, ebenso 2011. 2012 erstmals auf dem Comic-Salon Erlangen, was sich 2014 wiederholte.
Im September 2013 veröffentlichte Plem Plem Productions ihre bis dahin erfolgreichste Serie, The Changer. Geschrieben von Kloiber und gezeichnet vom Zeichner und Newcomer Thomas Wagner, erreichten sie ihren ersten kommerziellen Erfolg mit 500 verkauften Exemplaren der ersten Auflage, sowie den Ausverkauf der zweiten Auflage im Mai 2015. Neben einem kommerziellen Erfolg wurde The Changer auch von der Kritik gelobt:
„Die Comicstrips [sic!] haben viel Tiefe, sind filigran, realistisch und detailreich. [The Changer] erinnert ein bisschen an den Bösewicht Bruce Wayne aus Batman und den Helden Even aus dem Film Butterfly Effect.“ (Katrin Langhaus: Süddeutsche Zeitung)
2014 veröffentlichte Plem Plem Productions mehr als 15 Comicserien und Einzeltitel. Ab 2014 veröffentlicht Plem Plem Productions erstmals auch übersetzte ausländische Werke in deutscher Erstveröffentlichung, außerdem werden verschiedene Comics auf der amerikanischen Comiclese-Plattform comiXology (seit 2022 bei Amazon) neu übersetzt, darunter fünf auf Englisch.
Die 2017 erstmalig veröffentlichte Serie Tracht Man um den gleichnamigen bayerischen Superhelden ist mittlerweile die erfolgreichste Serie des Verlags und Hauptbetätigungsfeld Kloibers. Neben der regulären deutschen Ausgabe gibt es eine bayerische Variante. Die ersten Hefte der Serie sind zudem auf Englisch und Japanisch verfügbar.

### Imprints
Plem Plem Productions unterhält drei Imprints:
- Beyond Reality veröffentlicht an amerikanische Superhelden-Comics angelehnten Serien,
- Whoa! Kids Comics für ein jüngeres Publikum.
- Ugly Bug veröffentlicht von Redakteur Thorsten Brochhaus kuratierte Indie Comics, die nicht ins übliche Format des Verlags passen

Darüber hinaus fasst Plem Plem thematisch ähnliche Comic-Serien in Verlags-„Untergruppen“ zusammen:
- Metaverse (The Metahuman$; RIOT)
- Plem Plem Allstars (Bok-Man und das Asi-Tier; Dopey & Horst; Sanchez Adventures; Sanchez & Petey)
- Plem Plem Central (Gestatten, Mr. Kill; Hermann Comix; Teenage Superfreaks)
- Whoa! (Whoa! Comics; Whoa! Horror)

sowie
- Plem Plem Importe für importierte Comics (Leftovers; Portland Underground)
- Plem Plem XXX für Erwachsenen-Comics (Cocktales)

### Format
Plem Plem Productions’ Veröffentlichungen orientieren sich im Format am amerikanischen Comic-Markt, genutzt wird das US Comic Heftformat. Die durchschnittlichen Seitenzahlen liegen bei 24–36 Seiten.
Mit dem derzeitigen Programm deckt der Verlag die Genres Superhelden, Comedy, Cartoon, Erotik, Action, Krimi, Mystery ab. Mit den Comics von Roboter Sanchez schließlich soll ein jüngeres Publikum angesprochen werden.

## Veröffentlichungen
- Whoa! Comics (seit 2008, 19 Hefte)
- Bok-Man und das Asi-Tier (2009)
- Sanchez Adventures (seit 2011, 6 Hefte)
- Teenage Superfreaks (2011)
- Whoa! Horror (2012)
- The Changer (seit 2013, 4 Hefte)
- Dopey und Horst (seit 2013, 2 Hefte)
- Cocktales (seit 2014, 2 Hefte)
- Mr. Kill (seit 2014, 7 Hefte)
- Herrmann Comix (seit 2014, 4 Hefte, 1 Sammelband)
- Into the Mirror Band 1 (2014, Sammelband)
- The Metahuman$ (seit 2014, 7 Hefte, 1 Sammelband)
- Portland Underground (seit 2014, 2 Hefte)
- Riot (seit 2014, 9 Hefte)
- Sanchez & Petey (seit 2014, 4 Hefte)
- Leftovers (seit 2015, 2 Hefte)
- Salvagers (seit 2015, 3 Hefte)
- Guttertown (2015)
- Shark Farmer (2016)
- Tracht Man (seit 2017, 19 Hefte, 3 Specials)[5][6]
- Matt Eagle (2019–2024, 7 Hefte, 1 Special)
- Juiceman (seit 2021, 2 Hefte)
- Rockabilly Monsters (seit 2022, 2 Hefte)